# Bogforum
Bogforum (tidligere BogForum) er en dansk årlig bogmesse, der afholdes i en weekend midt i november måned i Bellacentret. Messen, som er den første og største begivenhed i bøgernes verden i Danmark, løber over tre dage (fredag, lørdag og søndag) og gæstes af en lang række danske og udenlandske skønlitterære forfattere. Blandt arrangementerne og programpunkterne for voksne og børn finder man kortere interview, diskussioner, sessions og højtlæsninger med forfatterne samt signeringer af aktuelle udgivelser på bogmessens og forlagenes ni scener foruden udstillernes egne stande.
I løbet af bogmessen uddeles en række litteraturpriser; Danske Banks Litteraturpris (siden 2003, betegnes Danmarks største bogpris), Danske Banks Debutantpris (siden 2004), BMF's Børnebogspris (siden 199?), Det Kongelige Bibliotek og G.E.C. Gads Fondens H.O. Lange-Prisen (siden 2006), Undervisningsministeriets Skriverprisen og Lærebogsforlaget Samfundslitteraturs Lærebogsprisen.

## Bogmessens historie

### Første bogmesse i Forum
Messen, som var den første bogmesse af sin slags på dansk grund, blev startet op af programchef Poul Bjørnholt på initiativ fra den daværende ledelse i Forum København og afholdtes for første gang i weekenden den 18. — 20. september 1992 under titlen "Vild med bøger" med deltagelse af godt 8.000 besøgende og 40 danske forlag, boghandlere og kulturinstitutioner.
Den Danske Forlæggerforening tog i begyndelsen afstand fra bogmessen i Forum, da flere store forlag fandt messen for kommerciel – på trods af et faldende bogsalg i Danmark i begyndelsen af 1990'erne. Endvidere blev den første danske bogmesse kritiseret for at være placeret for tidligt i sæsonen til, at alle de vigtigste bøger kunne komme med samtidig med at arrangementets afvikling lå før verdens største bogmesse i Frankfurt. Forum København tog kritikken til sig ved at flytte messen en hel måned frem og tage forlæggerne med på råd. Det vendte stemningen, og store dele af bogbranchen trak boykotten tilbage, samtidig med at bogmessen nu opnåede en behersket økonomisk offentlig støtte. Blandt kritikpunkterne var bekymringer fra visse aktører i bogbranchen over udstillingshallens egnethed til afholdelse af en bogmesse, at arrangørerne manglede mere indsigt til bogbranchen, og om bogbranchens samhandelsregler tillod at sælge de udstillede aktuelle bøger til publikum. I argumenterne for boykotten indgik endvidere en række forlags planer om at afholde deres årlige bogsal, hvilket dog skrinlagdes grundet manglende tilsagn om offentligt tilskud.
Messen fik i 1993 navnet BogForum, hvor stavemåden med et stort F var et bevidst ønske om at skille sig ud. I 2019 skiftede messen officielt navn til Bogforum med et lille f.

### Bogmessen igennem årene
Messecentret Forum København har siden starten været arrangør af messen, der genremæssigt henvender sig til et meget bredt publikum fra "højlitterære forfattere til bestsellere, kogebøger og bøger om selvudvikling" og "skal generere både læse- og købelyst" for den brede litteratur samt ikke kun handle om det skrevne ord. En undersøgelse viste i 200?, at bogmessen havde et stor kvindeligt publikum, der køber bøgerne. Præsentationen af bøgerne foregik fra begyndelsen under munstre rammer som bogcafe og scener med litterære paneldiskussioner, forfatter-interviews, samtaler, signeringer og oplæsninger af værker ved kendte danske forfattere samt fremmøde af udenlandske aktuelle forfattere, der fortæller om deres bøger og tankerne bag.
Det københavnske BogForums stigende popularitet medvirkede til større deltagelse af forfatterne. Allerede i den 3. udgave i 1994 medvirkede et større besøgstal til, at brandmyndighederne måtte lukke for adgangen til messen i en halv times tid om søndagen og folk ind i hold – et krav, fra det lokale brandvæsen om at begrænse antallet af samtidige besøgende indeni hallen, som arrangøren har måttet følge sidenhen af hensyn til sikkerheden.
Til BogForum 1995 var der mulighed for at tilgå det nye computernetværk, internettet, et tiltag iværksat for at lokke et yngre publikum til. En række begivenheder, blandt på Den Sorte Diamant, blev arrangeret i ugen op til BogForum 2008 under navnet "København Læser". I forbindelse med BogForum 2009 etableres et samarbejde med DR, således at man kunne se udvalgte forfatter-interviews fra bogmessen som radio, tv-klip og podcasts på DR's websted – blandt andet som en del af "DR Scenen". Samtidig fandt et særarrangement ("pre-opening") sted den 12. november på Diamantens Internationale Forfatterscene på Det Kongelige Bibliotek før bogmessens officielle åbning.
Bogforum flyttede fra de hidtidige lokaler i Forum på Frederiksberg til Bella Center Copenhagen i 2012. De nye rammer og den bedre plads har givet mulighed for flere udvidelser af messen siden flytningen. 
I 2016 etableredes Børnebogsforum - et stort messeområde dedikeret børnebøger. Samme år åbnede Bogforum deres skolescener, hvor skoleklasser kan møde de forfattere, de læser i danskundervisningen. Begge tiltag er siden blevet en fast integreret del af Bogforum. 
Et stort område til selvudgivere blev etableret i 2017, mens Bogforum Comics, et område med fokus på tegneserier, blev etableret i 2018.

## Prisoverrækkelser
Til BogForum 1993 besluttede arrangørerne at indstifte en ny litterær pris, bestående af en pengepræmie 5.000 kroner og en rejse til en storby, der skulle uddeles til en debuterende forfatter af et dommerpanel, der udgjordes af litteraturkritikeren Erik Skyum-Nielsen, forfatteren Lene Bredsdorff, forfatteren Peter Poulsen og Knud Sørensen.
Bogforums Debutantpris uddeles i forbindelse med Bogforums officielle åbningsceremoni på messens første dag. I perioden 2004 - 2006 var prisen sponsoreret af BG Bank og hed BG-banks Debutantpris. Fra 2007 - 2011 var Danske Bank sponsor på prisen, der i denne periode hed Danske Banks Debutantpris. Siden 2012 er prisen blevet uddelt og finansieret af Bogforum.  
Prisoverrækkelsen for Årets danske billed-, børne- og ungdomsbog for det pågældende år, BMF's Børnebogspris, uddeles af Bog- og Papirbranchens ansatte (BMF, tidligere Den Danske Boghandlermedhjælperforening) på en scene og traditionen tro med efterfølgende reception på BMF's stand.
H.O. Lange-Prisen uddelt af Det Kongelige Bibliotek og G.E.C. Gads Fond, H.O. Lange-Prisen blev indstiftet i 2001 og uddeltes for første gang på Bogcaféens scene i BogForum den 17. november 2006. Undervisningsministeriets Skriverprisen og lærebogsforlaget Samfundslitteraturs Lærebogsprisen finder ligeledes sted på den årlige bogmesse på Frederiksberg.
Prisoverrækkelser, som har været uddelt på BogForum, er hædersprisen Børnebibliotekarernes Kulturpris, der uddeltes af Børnebibliotekarernes Faggruppe (BØFA) under Bibliotekarforbundet og honorærprisen Den nordiske Børnebogspris, der uddeltes på BogForum i 1998 og 2001 af Nordisk Skolebibliotekarforening.

## Bogforums Debutantpris
- 2023 –  Amina Elmi Barbar [tavshedens objekt][22] (digte)
- 2022 – Kristin Vigo Se en sidste gang på alt smukt[23] (roman)
- 2021 – Fine Gråbøl Ungeenheden[24] (roman)
- 2020 – Sofie Malmborg Bargums synder[25] (roman)
- 2019 – Amalie Langballe: Forsvindingsnumre[26] (roman)
- 2018 – Anita Furu: Mit halve liv (roman)
- 2017 – Tine Høeg: Nye rejsende (roman)
- 2016 – Niels Henning Falk Jensby: Techno (roman)
- 2015 – Morten Pape: Planen (roman)
- 2014 – Thomas Rydahl: Eremitten (roman)
- 2013 – Yahya Hassan: Yahya Hassan (digte)
- 2012 – Anne-Cathrine Riebnitzsky: Den stjålne vej (roman)
- 2011 – Erik Valeur: Det syvende barn (roman)
- 2010 – Kaspar Colling Nielsen: Mount København (noveller)
- 2009 – Martin Kongstad: Han danser på sin søns grav (noveller)
- 2008 – Janni Olesen: Noget du skal vide (roman)
- 2007 – Henriette E. Møller: Jelne (roman)
- 2006 – Knud Romer: Den som blinker er bange for døden (roman)
- 2005 – Jonas T. Bengtsson: Aminas breve (roman)
- 2004 – Kristian Ditlev Jensen: Livret (roman)
- 2003 – Maria Grønlykke: Fisketyven (noveller)
- 2002 – Eddie Thomas Petersen: Kys (roman)
- 2001 – Lise Rønnebæk: I virkeligheden hedder jeg Nielsen (roman)
- 2000 – Søren Jessen: Zambesi (roman)
- 1999 – Christian Jungersen: Krat (roman)
- 1998 – Jesper Wung-Sung: To ryk og en aflevering (noveller)
- 1997 – Tore Ørnsbo: Inkubationer (digte)
- 1996 – Charlotte Weitze: Skifting (roman)
- 1995 – Trine Andersen: Hotel Malheureux (noveller)
- 1994 – Iben Claces: Tilbage bliver (digte)
- 1993 – Hans Schmidt Petersen: Den lodne bøg (roman)

## Kritik af format og indhold
Knyttet til bogmessen i Forum på Frederiksberg hører en årlig tilbagevendende kritik fra litteraturanmeldere og journalister af  format og indhold. En leder i Politiken karakteriserede messen som "et 'gedemarked' med kvalitet og kitsch i skøn eller uskøn samdrægtighed". Forfatter, musiker og smagsdommer Kristian Leth udtalte i 2009, at man ved årets bogmesse havde "et gabende kedeligt messeprogram" med for lidt fokus på litteratur udenfor populærgenrerne, herunder science fiction. Ifølge Kristeligt Dagblad blev arrangementet både i 2008 og 2009 kritiseret for at være "et hektisk og overfladisk gedemarked, som byder på alt for mange af de velkendte, velsælgende og brede bøger og forfattere – og på alt for lidt af den mere smalle og ukendte litteratur". Weekendavisens anmelder, Lars Bukdahl, efterlyste i 2009-udgaven af bogmessen mere poesi og kritiserede samtidig det "sløje" udbud af "den gode" skønlitteratur.
Den litterære direktør for forlaget Gyldendal, Johannes Riis, har derimod fremhævet begivenhedens "stor[e] mangfoldighed" og at tidligere forsøg på messen med præsentation af "noget smalt og meget litterært" har ikke været den store succes grundet manglende interesse blandt de besøgende, hvilket medvirker til at noget litteratur unægtelig vil "komme[] i klemme". Direktør for Dagbladet Information, Morten Hesseldahl, har påpeget at "den smallere litteratur og lyrikken har andre platforme" (for eksempel lyrikfestivaler og oplæsninger) og "henvender sig til et andet publikum" end bogmessens målgruppe og format. At "bogmessen er så frygtelig og cirkusagtig [..] er en del af charmen ved den", mener Morten Hesseldahl.

## Oversigt over messens afvikling
| 01. udgave  | 0Vild med bøger 1992 | 018. — 20. september 1992 (3 dage)    | 040 udstillere     | 08.000 besøgende         |
| 02. udgave  | 0BogForum 1993       | 019. — 21. november 1993 (3 dage)     | 0200 udstillere    | 018.300 besøgende        |
| 03. udgave  | 0BogForum 1994       | 018. — 20. november 1994 (3 dage)     | 0200+ udstillere   | 025.000 besøgende        |
| 04. udgave  | 0BogForum 1995       | 017. — 19. november 1995 (3 dage)     | 0                  | 021.297 besøgende        |
| 05. udgave  | 0BogForum 1996       | 015. — 17. november 1996 (3 dage)     | 0                  | 027.000 besøgende        |
| 06. udgave  | 0BogForum 1997       | 021. — 23. november 1997 (3 dage)     | 0                  | 027.700 besøgende        |
| 07. udgave  | 0BogForum 1998       | 020. — 22. november 1998 (3 dage)     | 0                  | 028.260 besøgende        |
| 08. udgave  | 0BogForum 1999       | 019. — 21. november 1999 (3 dage)     | 0200 udstillere    | 028.833 besøgende        |
| 09. udgave  | 0BogForum 2000       | 017. — 19. november 2000 (3 dage)     | 0                  | 026.096 besøgende        |
| 010. udgave | 0BogForum 2001       | 015. — 18. november 2001 (4 dage)     | 0                  | 026.849 besøgende        |
| 011. udgave | 0BogForum 2002       | 015. — 17. november 2002 (3 dage)     | 0                  | 026.000 besøgende        |
| 012. udgave | 0BogForum 2003       | 021. — 23. november 2003 (3 dage)     | 0                  | 027.489 besøgende        |
| 013. udgave | 0BogForum 2004       | 012. — 14. november 2004 (3 dage)     | 0                  | 026.762 besøgende        |
| 014. udgave | 0BogForum 2005       | 018. — 20. november 2005 (3 dage)     | 0                  | 026.000-28.000 besøgende |
| 015. udgave | 0BogForum 2006       | 017. — 19. november 2006 (3 dage)     | 0                  | 025.937 besøgende        |
| 016. udgave | 0BogForum 2007       | 016. — 18. november 2007 (3 dage)     | 0                  | 025.278 besøgende        |
| 017. udgave | 0BogForum 2008       | 014. — 16. november 2008 (3 dage)     | 0170+ udstillere   | 026.039 besøgende        |
| 018. udgave | 0BogForum 2009       | 013. — 15. november 2009 (3 dage)     | 0172 udstillere    | 025.289 besøgende        |
| 019. udgave | 0BogForum 2010       | 012. — 14. november 2010 (3 dage)     | 0                  | 0                        |
| 020. udgave | 0BogForum 2011       | 011. — 13. november 2011 (3 dage)     | 0                  | 024.101 besøgende        |
| 021. udgave | 0BogForum 2012       | 09. — 11. november 2012 (3 dage)      | 0                  | 029.383 besøgende        |
| 022. udgave | 0BogForum 2013       | 08. — 10. november 2013 (3 dage)      | 0182 udstillere    | 027.682 besøgende        |
| 023. udgave | 0BogForum 2014       | 07. — 9. november 2014 (3 dage)       | 0189 udstillere    | 029.034 besøgende        |
| 024. udgave | 0BogForum 2015       | 06. — 8. november 2015 (3 dage)       | 0                  | 029.822 besøgende        |
| 025. udgave | 0BogForum 2016       | 011. — 13. november 2016 (3 dage)     | 0                  | 034.233 besøgende        |
| 026. udgave | 0BogForum 2017       | 010. — 12. november 2017 (3 dage)     | 0                  | 035.716 besøgende        |
| 027. udgave | 0BogForum 2018       | 026. — 28. oktober 2018 (3 dage)      | 0                  | 033.338 besøgende        |
| 028. udgave | 0BogForum 2019       | 015. — 17. november 2019 (3 dage)     | 0220+ udstillere   | 038.186 besøgende        |
| 029. udgave | 0BogForum 2020       | 030. okt. — 1. november 2020 (3 dage) | 0                  | 0 aflyst pga corona      |
| 030. udgave | 0BogForum 2021       | 05. — 7. november 2021 (3 dage)       | 0200+ udstillere   | 031.677 besøgende        |
| 031. udgave | 0BogForum 2022       | 04. — 6. november 2022 (3 dage)       | 0200+ udstillere   | 033.933 besøgende        |
| 032. udgave | 0BogForum 2023       | 03. — 5. november 2023 (3 dage)       | 0ca 250 udstillere | 039.075 besøgende        |